# Зелёный камуфляж
Зелёный камуфляж (англ. greenwashing, по аналогии с whitewash — «отбеливание»), иногда гринвошинг, — форма экологического маркетинга, в которой обширно применяется «зелёный» пиар и методы, цель которых — ввести потребителя в заблуждение относительно целей организации или производителя в экологичности продукции или услуги, представить их в благоприятном свете. Зелёный камуфляж используется сомнительными производителями для создания имиджа экологически-ориентированной компании и увеличения продаж. В последние десятилетия наблюдается устойчивый рост явления: между 2007 и 2009 годом использование зелёного камуфляжа увеличилось на 79 %.

## Использование

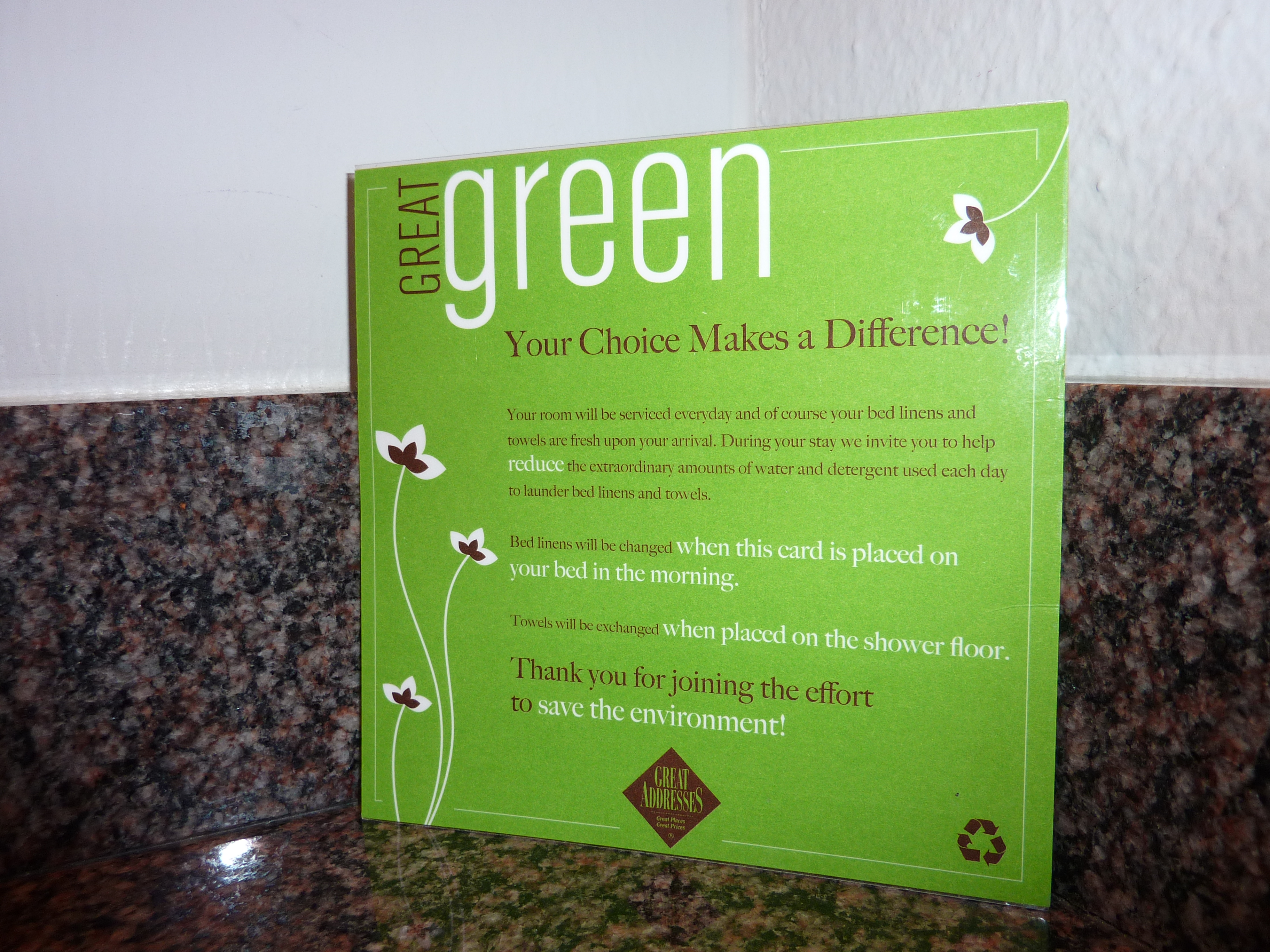
Плакат в отеле с просьбой «сохранять окружающую среду»

Термин впервые был предложен Нью-Йоркским энвайронменталистом Джеем Вестервельдом в 1986 году. В своем очерке о гостиничном бизнесе он описал практику вывешивания гостиницами плакатов в номерах, в которых постояльцев призывали многократно использовать полотенца, вместо того чтобы сдавать их в прачечную, таким образом «сохраняя» окружающую среду. В действительности, цель, которую преследовали гостиницы — сократить расходы на стирку белья. Вестервельд описал поведение, которое преследует целью главным образом получение прибыли, а не реальную заботу об окружающей среде, как «зелёный камуфляж».
Термин применим к случаям, когда компании рекламируют свои экологические преимущества и достижения вместо реальных вложений в «зелёные» технологии. Ярким примером является наклеивание на ёмкость с химикатами для сельского хозяйства ярких этикеток с зелёными деревьями и листочками, которые должны вызывать чувство уверенности в безопасности и экологичности продукта внутри. Омбудсмен Норвегии по потребительским товарам выявил случаи, когда производитель автомобилей утверждал о том, что его машины — экологически чистые. Теперь производителям запрещено употреблять в рекламе подобные термины, так как автомобили сами по себе не могут нести окружающей среде ничего, кроме вреда. Разница лишь в той или иной степени негативного воздействия.

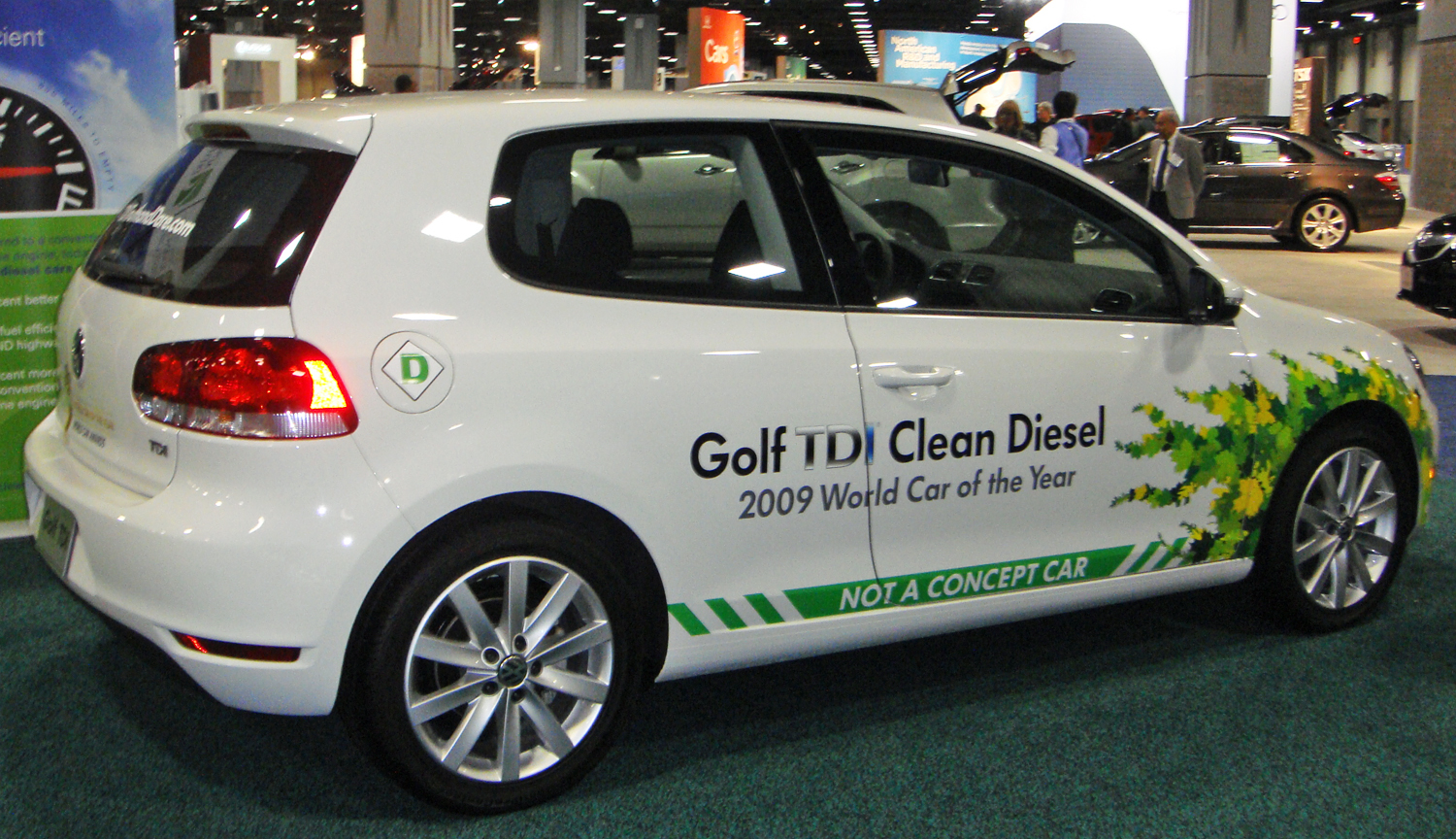
Автомобиль Volkswagen Golf TDI с надписью «чистый дизель»

## История
1960-е.
В западных странах в это время начинается популяризация экологического движения. Это подтолкнуло многие компании создавать себе положительный «зелёный» образ с помощью рекламы.
Пионером в этом стала американская электротехническая компания Вестингауз, которая, будучи обеспокоена антиядерным движением, провела рекламную кампанию о чистоте и безопасности ядерной энергии. Например, в одной из рекламных публикаций фотография ядерной установки на нетронутом застройкой озере сопровождалась текстом «без запаха, … аккуратная, чистая, безопасная» (англ. odorless […] neat, clean, and safe), часть этих утверждений верна, но заявленная безопасность противоречила уже известным в 1969 году ядерным инцидентам в Мичигане и Айдахо.
1970-е.
В связи с широким распространением «зелёных» идей, многие компании начали тратить значительные суммы на «зелёный камуфляж». Например, коммунальная служба США потратила 300 миллионов долларов на рекламирование себя, как экологически чистой компании. При этом на исследования методов уменьшения загрязнения было потрачено в 8 раз меньше.
1980-е.
Нефтяная компания Chevron запустила рекламный ролик «People do». Спустя два года социологические опросы показали, что жители Калифорнии больше склонны доверять Chevron как компании с зелёным имиджем, чем другим нефтяным компаниям.
В это десятилетие появился термин greenwashing — в 1986 году его использовал и популяризовал энвайронменталист Джей Вестервельд (англ. Jay Westerveld).
1990-е.
Согласно результатам исследования, опубликованным в журнале Американского химического совета, 58 % «экологических» заявлений содержат как минимум одну лживую деталь.
В 1998 Федеральная торговая комиссия создала «руководящие зелёные принципы», в которых даны определения терминов, используемых в экологическом маркетинге.
В 1999 слово «greenwashing» («зелёный камуфляж») было внесено в Оксфордский словарь английского языка.
2000-е.
BP, вторая в мире по величине нефтедобывающая компания, начинает ребрендинг компании. Был изменён лозунг и логотип компании, который стал сочетать в себе зелёные и жёлтые солнечные лучи.
В 2002 году на Саммите Земли в Йоханнесбурге состоялось вручение «Оскара за зелёный камуфляж». Среди получивших награду — BP, ExxonMobil и правительство США.

## Борьба с зелёным камуфляжем в разных странах

### Австралия
В соответствии с Законом о торговой практике (Trade Practices Act), любой компании, которая будет уличена во введении потребителей в заблуждение с помощью ложных заявлений об экологичности продукта, грозит штраф до 1,1 миллиона долларов США. Кроме того она будет принуждена за свой счет распространить правдивую информацию о воздействии своего продукта на окружающую среду.

### Канада
Компании предупреждаются о недопустимости использования расплывчатых заявлений относительно воздействия своих продуктов на окружающую среду. Любые сведения, которые распространяет компания, должны быть легко проверяемы свободными и доступными данными.

### США
Федеральной торговой комиссией установлен ряд руководящих принципов для экологического маркетинга. Принципы не являются законом, но в случаях, когда компании вводят потребителей в заблуждение, комиссия вправе преследовать такие компании в законном порядке.
Ниже перечислены эти руководящие принципы.
- Ясность и доступность информации. Простота языка обеспечивает понимание для любых потребителей и снижает вероятность обмана, скрытого за сложными формулировками.
- Заявления о том или ином экологическом качестве продукта должны ясно указывать, какая часть продукта (упаковка, содержимое, весь продукт полностью и т. д.) обладает этим качеством. К примеру, если заявляется, что продукт может быть отправлен на переработку, а на деле некоторые из его компонентов не могут быть переработаны, такое заявление является ложным.
- Экологические выгоды не должны преувеличиваться прямо или косвенно, если действительная выгода не столь велика.
- В случае сравнительных заявлений, они должны быть составлены так, чтобы была очевидна основа для сравнения. Кроме того, любое сравнение должно быть обоснованным.

Организации и частные лица предпринимают попытки борьбы с зелёным камуфляжем. В 2011 году вышел документальный фильм Greenwashers, поднимающий многие актуальные вопросы, связанные с явлением. Орегонский университет создал Базу случаев камуфляжа, в которую общественность может вносить повседневные примеры. Гринпис ведет специальный блог, где оцениваются случаи недобросовестного зелёного маркетинга.